# Viloyat Jizzax
Die Viloyat Jizzax (usbekisch Jizzax viloyati Жиззах вилояти; englisch Jizakh; Aussprache: [dʒizːaχ]) ist eine Viloyat (Provinz) im zentralen Usbekistan. Die Viloyat grenzt im Süden und Südosten an Tadschikistan, im Westen an die Viloyat Samarqand, im Nordwesten an die Viloyat Navoiy, im Norden an Kasachstan, und im Osten an die Viloyat Sirdaryo. Die Fläche der Viloyat beträgt 20.500 km², die Bevölkerung 1.301.000 Menschen (Stand Januar 2017), von denen etwa 80 % in ländlichen Gebieten leben.
Die Viloyathauptstadt Jizzax hat 146.910 Einwohner; weitere größere Städte sind Doʻstlik, Gagarin, Gʻallaorol, Paxtakor, Dashtobod und Zomin. Jizzax war früher Bestandteil der Viloyat Sirdaryo, wurde jedoch 1973 ausgegliedert, wodurch Jizzax zu einem eigenen Viloyat wurde. 1988 wurde Jizzax wieder an- und 1990 erneut ausgegliedert und 1999 um den Bezirk Yangiobod (zuvor Teil Sirdaryos) erweitert.
Klimatisch wird Jizzax von einem kontinentalen Klima mit milden Wintern und heißen, trockenen Sommern geprägt. Jizzaxs Wirtschaft basiert vor allem auf Landwirtschaft. Die wichtigsten Feldfrüchte sind Baumwolle und Weizen; viele Felder in der früher auch als Hungersteppe bezeichneten Mirzachoʻl-Steppe erfahren eine starke Bewässerung. Natürliche Rohstoffe, die in dem Viloyat gefunden werden, sind Blei, Zink, Eisen und Kalkstein. Dis Viloyat Jizzax verfügt über ein Netz von 2.500 km asphaltierter Straßen.
Besondere Attraktionen in der Viloyat sind der Zomin-Nationalpark in der Turkestankette und der künstlich entstandene Aydarsee.
Bewohnt wird die Viloyat überwiegend von Usbeken. Die zweitgrößte ethnische Gruppe in dem Viloyat sind mit über 43.000 Angehörigen die Kirgisen.

## Bezirke

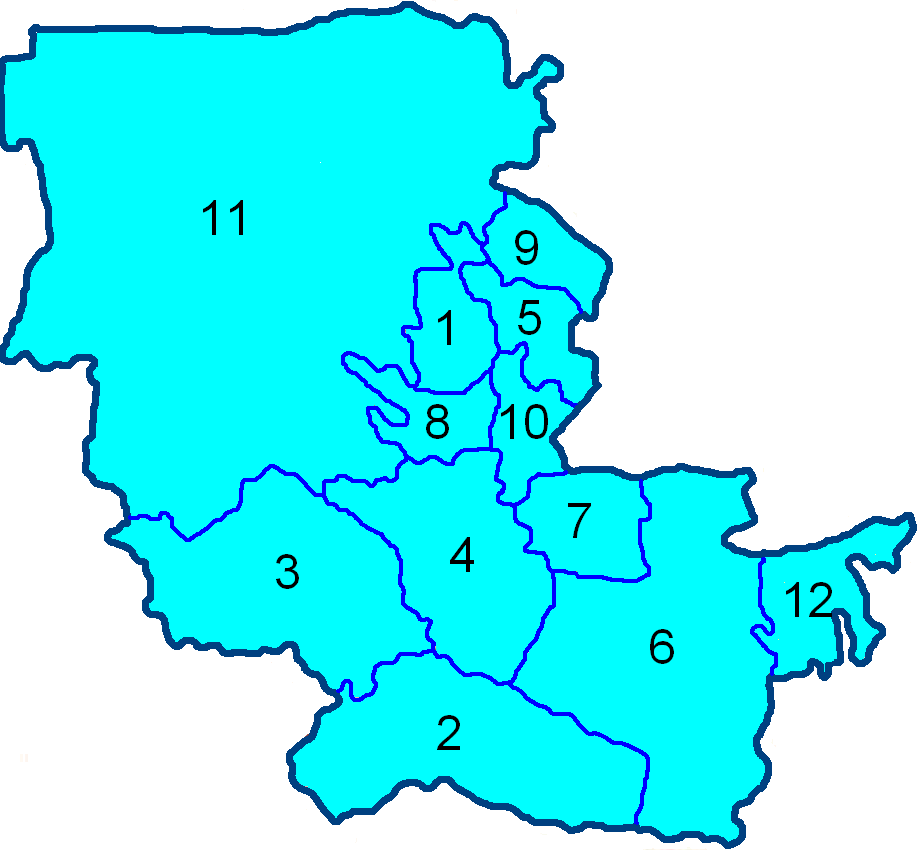
Bezirksgliederung

Jizzax ist in zwölf Bezirke (tuman) und die beiden kreisfreien Städte Dashtobod und Jizzax geteilt.
| Nr. | Bezirk     | Hauptort   |    | Nr.        | Bezirk       | Hauptort |
| --- | ---------- | ---------- | -- | ---------- | ------------ | -------- |
| 1   | Arnasoy    | Gʻoliblar  | 7  | Zarbdor    | Zarbdor      |          |
| 2   | Baxmal     | Usmat      | 8  | Zafarobod  | Zafarobod    |          |
| 3   | Gʻallaorol | Gʻallaorol | 9  | Mirzachoʻl | Gagarin      |          |
| 4   | Jizzax     | Uchtepa    | 10 | Paxtakor   | Paxtakor     |          |
| 5   | Doʻstlik   | Doʻstlik   | 11 | Forish     | Yangiqishloq |          |
| 6   | Zomin      | Zomin      | 12 | Yangiobod  | Balandchaqir |          |

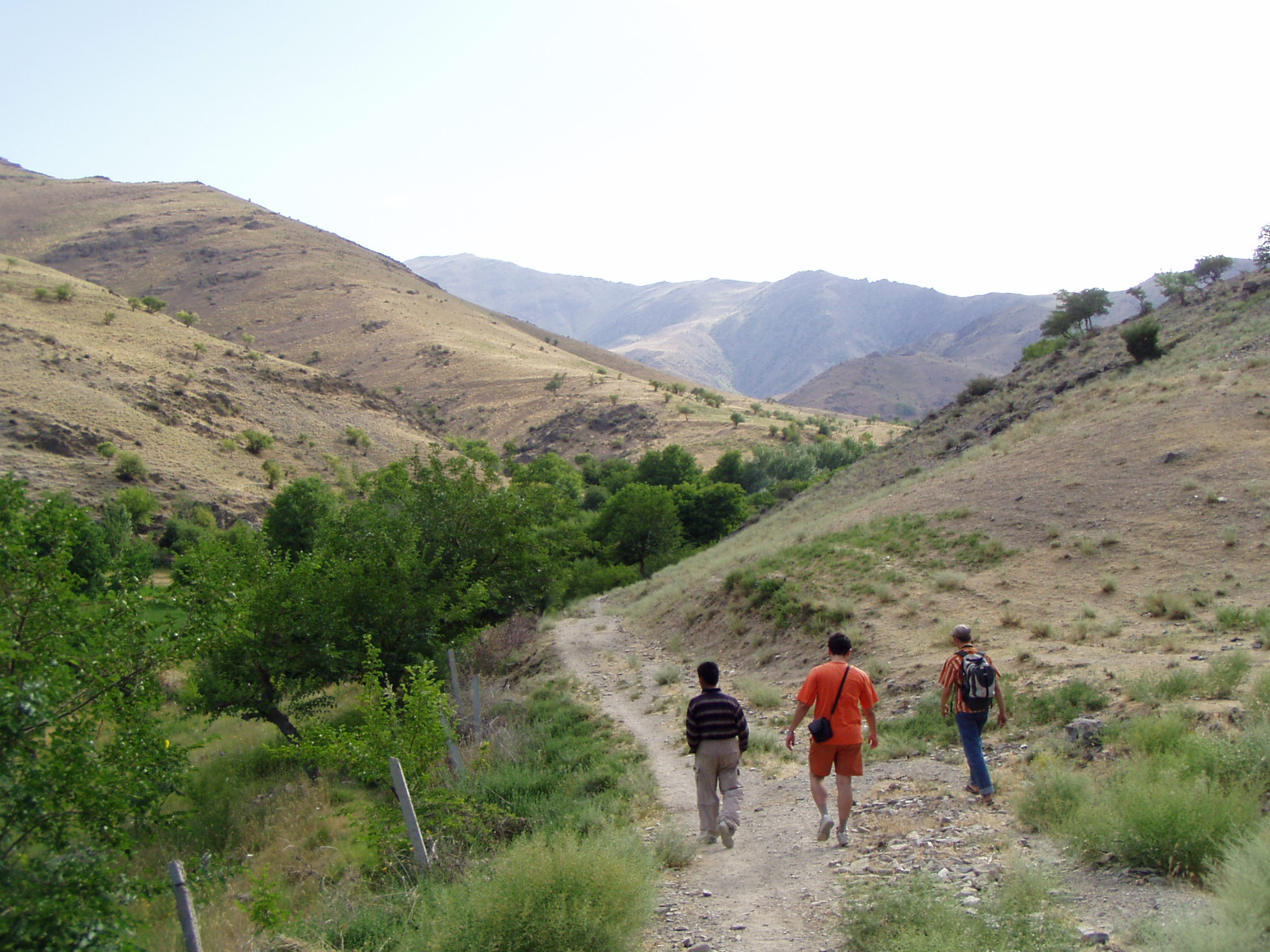
Biosphären-Reservat (UNDP-Projekt) im Nuratau-Gebirge
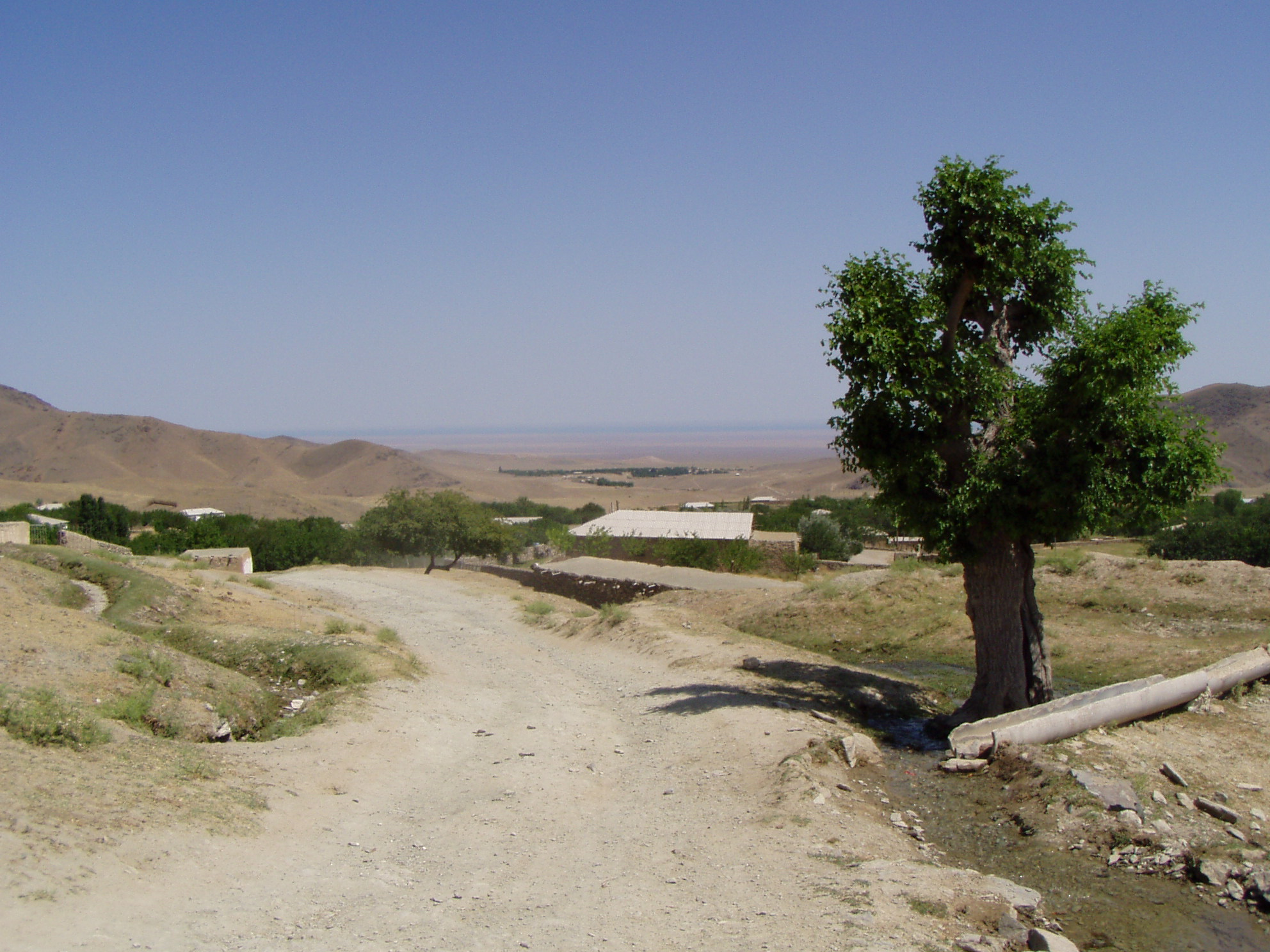
Biosphären-Reservat (UNDP-Projekt) am Nuratau-Gebirge
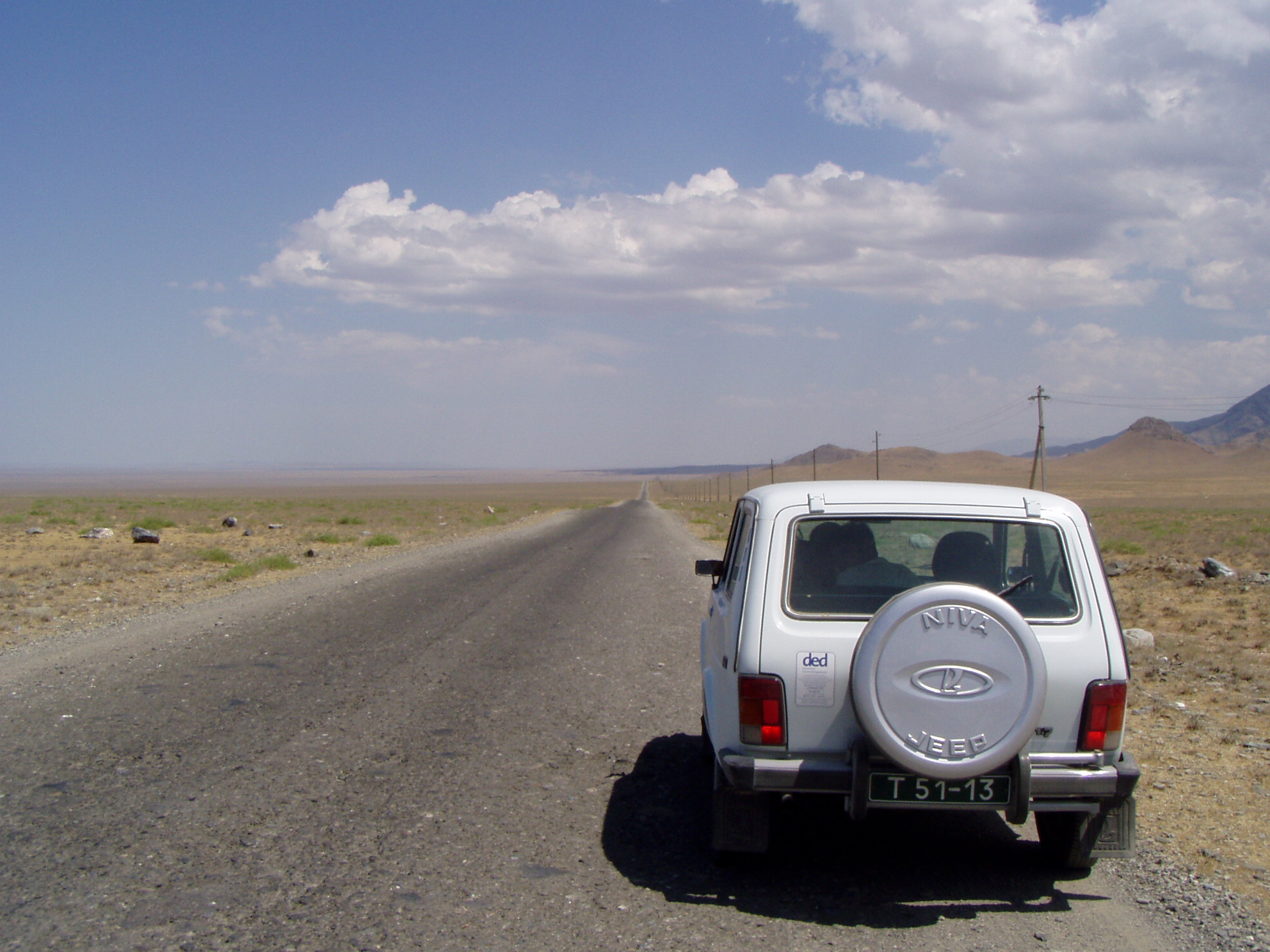
Steppenlandschaft am Nuratau-Gebirge
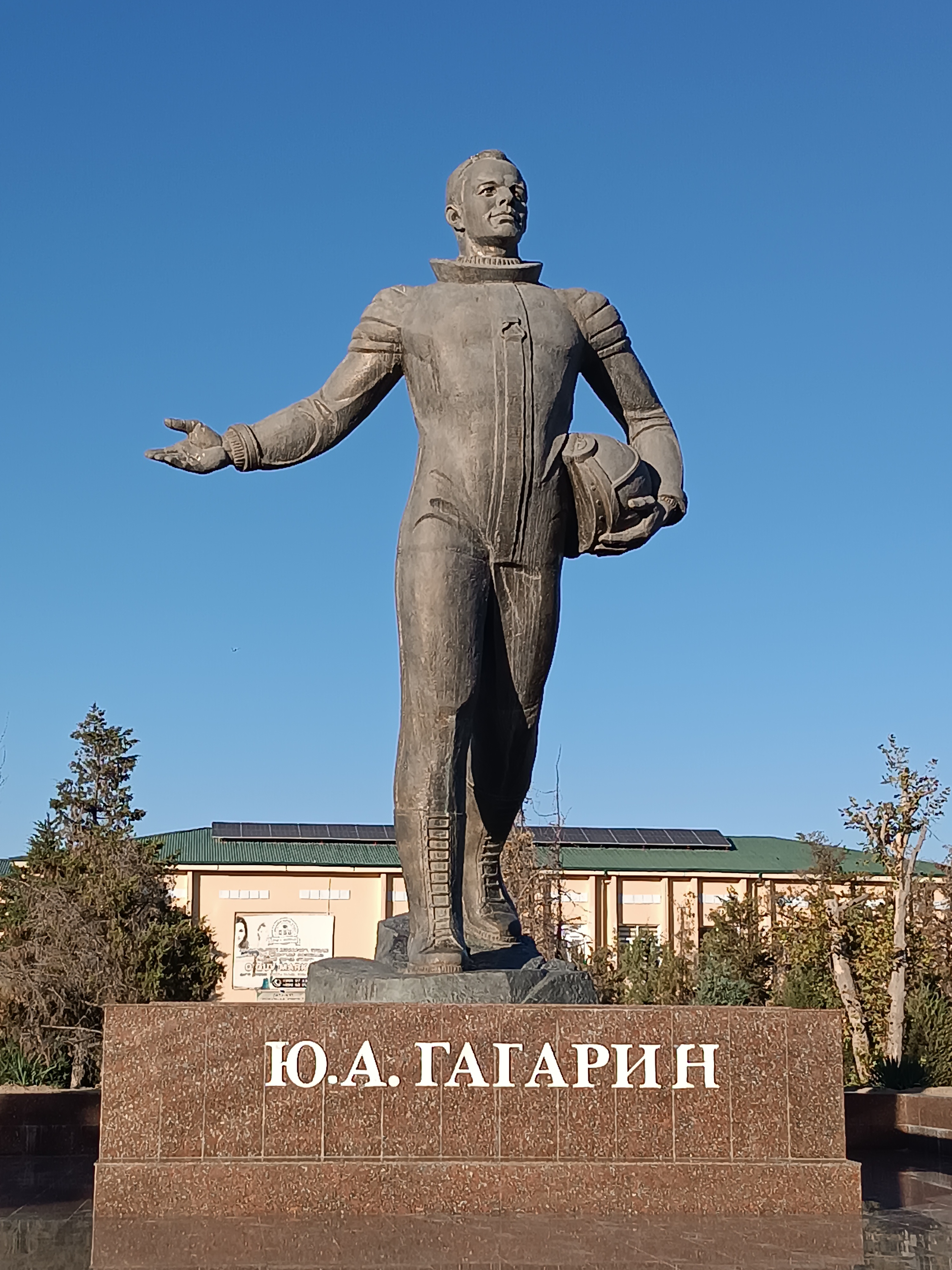
Gagarin-Denkmal in der Stadt Gagarin
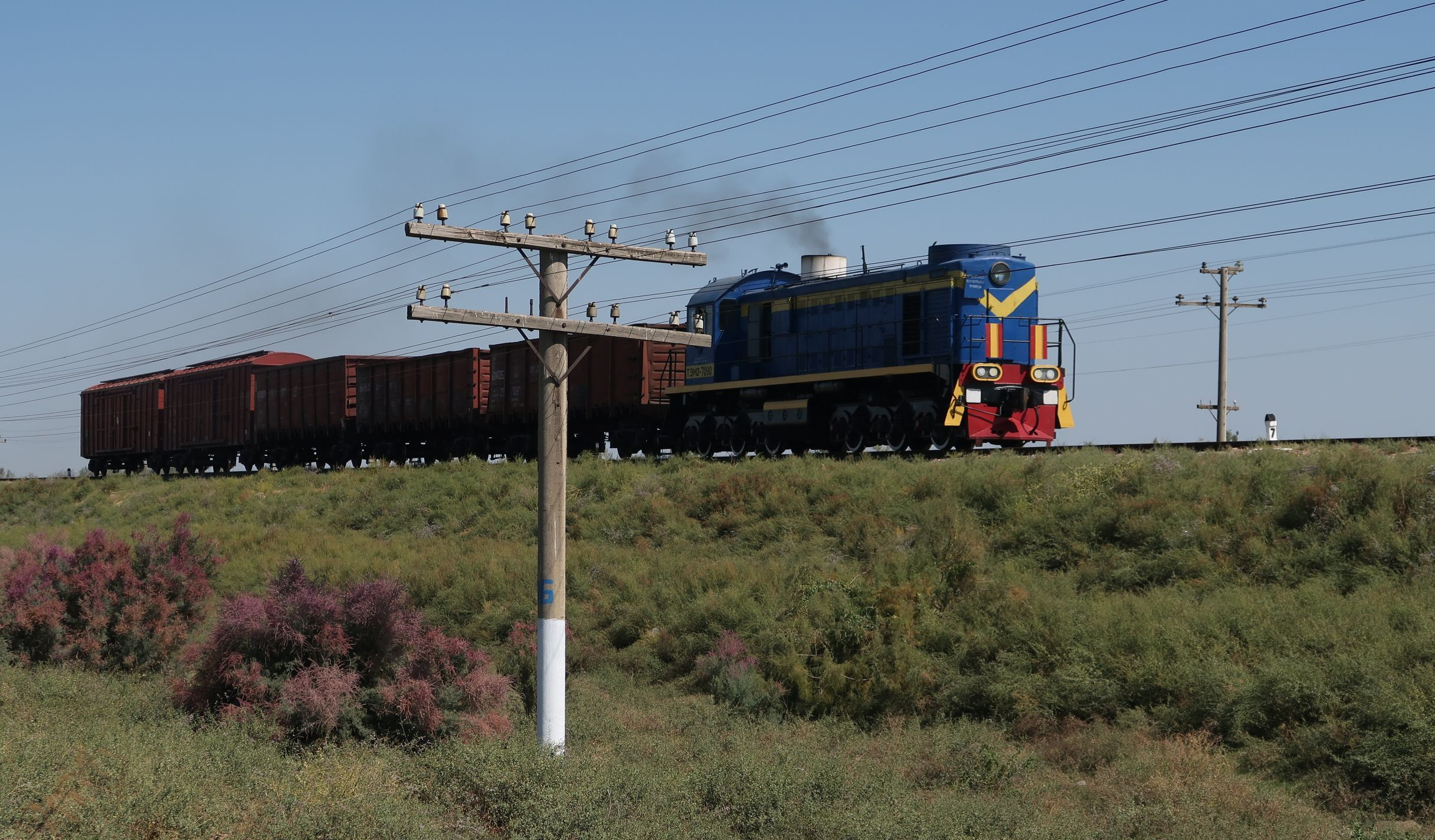
Zug im Bezirk Paxtakor